# Encontro com Rama
Encontro com Rama ( Rendezvous with Rama) é um livro de ficção científica escrito por Arthur C. Clarke, com primeira edição em 1972.

## Sinopse
Em 2077, um asteroide cai no continente europeu, resultando em milhares de mortes e muita destruição. Os líderes mundiais decidem criar uma "Guarda Espacial" para detectar esses objetos a tempo e evitar que novas catástrofes aconteçam. 
Cerca de 50 anos depois, um objeto gigantesco e de comportamento misterioso é descoberto. Ele é batizado de Rama. Logo descobre-se que o suposto asteróide é na verdade uma enorme nave alienígena, um cilindro medindo cerca de 50 quilômetros de comprimento. Com um misto de medo e curiosidade, divididos entre os que pregam a defesa da Terra com um ataque imediato e os mais cautelosos, um grupo formado por militares e cientistas é enviado para explorar o enorme artefato. Lá descobrem um mundo repleto de construções misteriosas.